# Gotowość bojowa okrętu
Gotowość bojowa okrętu - gotowość okrętu w ruchu lub na postoju do walki morskiej. W pływaniu samodzielnym określa ją dowódca okrętu, uwzględniając sytuację taktyczną, wykonywane zadania oraz czas niezbędny do użycia posiadanych środków ogniowych i techniki okrętowej. 
Wyróżnia się trzy stany gotowości bojowej okrętu:
1. gotowość bojowa nr 1 (alarm bojowy);
2. gotowość bojowa nr 2 (burta bojowa);
3. gotowość bojowa nr 3 (wachta bojowa).

W czasie postoju okrętów nawodnych na redzie wyznacza się dyżurne obsługi systemów obrony przeciwlotniczej lub utrzymuje się na stanowiskach wachtę lub burtę bojową.